# Jean-Léonard-Marie Poiseuille
Jean-Léonard-Marie Poiseuille, né le 22 avril 1797 à Paris et mort dans cette même ville le 26 décembre 1869, est un physicien et médecin français.
On lui doit différents mémoires sur le cœur et la circulation du sang dans les vaisseaux (l’hémodynamique), qui lui permettent d’établir en 1844 — à travers son ouvrage Le Mouvement des liquides dans les tubes de petits diamètres — les lois de l’écoulement laminaire des fluides visqueux dans les tuyaux cylindriques.

## Biographie
Jean Léonard Marie Poiseuille, naît le 3 floréal an V (22 avril 1797) dans l'ancien 6e arrondissement de Paris où son père est maître artisan menuisier ébéniste. Il fait ses études au lycée Charlemagne où il se montre brillant élève.
Il est reçu à dix-huit ans en 1815 à l’École polytechnique. Considérant qu'« il est dangereux de donner une scolarité avancée à des gens qui ne sont pas issus de familles riches » Napoléon Ier a mis fin à la gratuité des études de la création de l'École en imposant des frais annuels très élevés et ajouté une épreuve de version latine au concours d'entrée afin de rendre indispensable le passage par les lycées, payants, réservés de fait aux enfants de la bourgeoisie,.
Poiseuille y acquiert une solide formation scientifique malgré la brièveté de ses études. Lors de la Seconde Restauration en effet, les quelque 175 élèves des promotions 1814 et 1815 sont licenciés le 13 avril 1816 pour insubordination par Louis XVIII et l’École ferme pour rouvrir, après réforme, l’année suivante. Poiseuille y sera resté suffisamment pour recevoir l’enseignement d’Arago et d’Ampère. Il entreprend alors des études de médecine.
Cette double formation en médecine et en physique marque ses recherches, dont le dénominateur commun est la physique de l’écoulement du sang et, de manière plus générale, des liquides visqueux.
Poiseuille publie son premier mémoire en 1819 sur la pression (tension) des artères et ses variations physiologiques. Il en mesure le premier ses valeurs, leurs limites normales et leurs variations grâce à un manomètre à mercure relié à une artère, l’hémodynamomètre. Avec cet instrument il démontre que la tension augmente à l’expiration et diminue lorsque l'on inspire. Ses travaux sont regroupés dans sa thèse de doctorat en médecine soutenue le 8 août 1828 sous le titre « Recherches sur la force du cœur aortique » et couronnée par la médaille d'or de l'Académie des sciences.
Par la suite, il poursuit ses recherches sur la physiologie de la circulation sanguine : la circulation du sang dans les veines (1832), dans les vaisseaux capillaires (1839) et influence du froid sur la circulation sanguine dans les vaisseaux capillaires (1839). Ces travaux amènent Poiseuille à étudier l'écoulement des liquides dans les conduites (1840–1847) : il  précise la forme analytique du profil de vitesse d'écoulement selon le rayon et la viscosité (loi de Hagen-Poiseuille formulée en 1840, publiée en 1846).
D'une manière générale, Poiseuille s'applique à transposer les conclusions tirées d'expériences de physique à l'étude des lois de la physiologie. Il étudie par ce moyen l'effet des substances actives (1844), l'aération dans les navires (1845), la respiration (1855), le cycle du glucose chez les animaux (1858, 1859), et la synthèse de l'urée (1859). Il formule l'hypothèse que les capillaires se dilatent longitudinalement (et non radialement) pendant l’inspiration et fait remarquer le ralentissement du flux sanguin pendant cette phase.
En 1842, il est élu à l'Académie de médecine et devient membre de la Société philomathique de Paris. Par la suite, il devient membre des Académies de médecine de Stockholm, Berlin et Breslau. Ses recherches sur la physiologie sont récompensées à plusieurs reprises du prix Montyon (en 1829, 1831, 1835, 1843). En 1860, il est nommé inspecteur des écoles de la ville de Paris.
Il meurt d'une pleurésie aiguë avec complication de congestion cérébrale le 26 décembre 1869  à son domicile au no 16 de la rue Cassini dans le 14e arrondissement de Paris.

## Loi de Poiseuille
En dynamique des fluides, il dériva empiriquement la loi qui régit l'écoulement laminaire d'un fluide visqueux dans un conduit cylindrique. Ce travail expérimental de plus de deux cents heures de mesure sans compter les calculs, mena à cette équation : 
{\displaystyle {\dot {m}}=\left(135.282\mathrm {\frac {mg}{mm^{3}\;s\;mmH_{2}O}} \right){\frac {\Delta Pd^{4}}{L}}\left(1+{\frac {3.36793\times 10^{-2}}{^{\circ }\mathrm {C} }}\,T+{\frac {2.209936\times 10^{-4}}{^{\circ }\mathrm {C} ^{2}}}\,T^{2}\right)}
Bien que peu reconnaissable dans sa forme de la publication originale de 1844, elle peut facilement être transformée à une expression plus convenable. Une notation plus moderne et l'emploi du Système international d'unités donne:
{\displaystyle {\dot {m}}=\left(13\,795\mathrm {\frac {kg}{m^{3}\;Pa\;s}} \right){\frac {\Delta Pd^{4}}{L}}\left(1+{\frac {T}{26.6918\,^{\circ }\mathrm {C} }}+{\frac {T^{2}}{4525.02^{\circ }\mathrm {C} ^{2}}}\right)}
De l'équation de continuité on a {\displaystyle {\dot {m}}=\rho {\overline {V}}{\frac {\pi d^{2}}{4}}} et la masse volumique de l'eau est {\displaystyle \mathrm {\rho ={\frac {999\,kg}{m^{3}}}} } et en isolant la différence de pression, on obtient:
{\displaystyle \Delta P=\left({\frac {5.68769\times 10^{-2}\mathrm {Pa\,s} }{1+{\frac {T}{26.6918\,^{\circ }\mathrm {C} }}+{\frac {T^{2}}{4525.02^{\circ }\mathrm {C} ^{2}}}}}\right){\frac {L{\overline {V}}}{d^{2}}}}
Le terme entre parenthèses, une constante et une correction due à la température, est une expression de la viscosité de l'eau. Insérant la viscosité de l'eau à {\displaystyle T=0^{\circ }\mathrm {C} }, {\displaystyle \eta =1.789548\times 10^{-3}\,\mathrm {Pa\,s} }, permet l'utilisation de la loi pour différents liquides :
{\displaystyle \Delta P=\left({\frac {5.68769\times 10^{-2}\mathrm {Pa\,s} }{1.789548\times 10^{-3}\,\mathrm {Pa\,s} }}\right){\frac {\eta L{\overline {V}}}{d^{2}}}=31.78{\frac {\eta L{\overline {V}}}{d^{2}}}}
Une dérivation théorique basée sur les équations de Navier-Stokes pour un écoulement laminaire dans un conduit cylindrique est :
{\displaystyle \Delta P=32{\frac {\eta L{\overline {V}}}{d^{2}}}}

## Œuvres et publications
- Jean-Léonard-Marie Poiseuille, Recherches sur la force du cœur aortique, Paris, Didot jeune, 1828, 47 p. (lire en ligne).
- Académie des Sciences, Comptes rendus hebdomadaires des séances de l'Académie des sciences : Recherches expérimentales sur le mouvement des liquides dans les tubes de très petits diamètres, Paris, Gauthier-Villars, juillet 1840, 795 p. (lire en ligne), p. 961-967, 1041-1048, lire en ligne sur Gallica Poiseuille établit sa fameuse loi, selon laquelle le débit dans de fins tubes capillaires est en puissance quatrième du diamètre du tube.
- Jean Léonard Poiseuille, Recherches expérimentales sur le mouvement des liquides dans les tubes de très petits diamètres, Paris, Imprimerie Royale, 1844, 111 p. (lire en ligne).
- Académie des Sciences, Comptes rendus hebdomadaires des séances de l'Académie des sciences : Sur la pression du sang dans le système artériel, vol. 66, Paris, Gauthier-Villars, 1868, 1410 p. (lire en ligne), p. 886-890.